# Europaparlamentsvalet i Finland 2024
Europaparlamentsvalet i Finland 2024 planeras äga rum den 9 juni 2024, då ledamöter från den finländska valkretsen väljs till Europaparlamentet.

## Kandidater
Partiernas kandidater rangordnas inte av partierna själva utan av väljarna i Finland. Det finns således inga toppkandidater.

### Centern
Den sittande europaparlamentarikern Mauri Pekkarinen ställer inte upp för omval. Det gör dock tillika sittande europaparlamentarikern Elsi Katainen. Andra kandidater är de tidigare ministrarna Petri Honkonen och Mika Lintilä. Den tidigare partiordföranden och ministern, och nuvarande riksdagsledamoten, Katri Kulmuni kandiderar också i valet.

### De Gröna
De sittande europaparlamentarikerna Heidi Hautala och Alviina Alametsä kandiderar inte för en ny period. Den tidigare partiordföranden och nuvarande europaparlamentarikern Ville Niinistö kandiderar dock igen i valet. Det gör också den förre partiordföranden och ministern Maria Ohisalo. 
Andra kandidater på listan är riksdagsledamöterna Atte Harjanne och Inka Hopsu, tidigare ministern Krista Mikkonen och simmaren Ari-Pekka Liukkonen.

### Samlingspartiet
Samlingspartiets nuvarande europaparlamentariker Sirpa Pietikäinen och Henna Virkkunen kandiderar för en ny mandatperiod. Det gör dock inte Petri Sarvamaa.
Bland övriga kandidater hittas bland annat riksdagsledamöterna Susanne Päivärinta, Aura Salla och Pekka Toveri.
Den tidigare obundna presidentkandidaten Mika Aaltola kandiderar också för partiet.

### Sannfinländarna
En av de två sittande europaparlamentarikern från Sannfinländarna Teuvo Hakkarainen  kandiderar inte för en ny mandatperiod. Det gör däremot Pirkko Ruohonen-Lerner.
Andra kandidater är riksdagsledamöterna Sanna Antikainen, Kaisa Garedew, Arja Juvonen, Ari Koponen, Mauri Peltokangas, Mikko Polvinen och Sebastian Tynkkynen. Den tidigare ministern och riksdagsledamoten Vilhelm Junnila kandiderar också. Det gör även de tidigare riksdagsledamöterna Mika Niikko och Veikko Vallin.

### Socialdemokraterna
En av de två sittande europaparlamentarikern från Socialdemokraterna Miapetra Kumpula-Natri kandiderar inte för en ny mandatperiod. Det gör däremot den andra sittande parlamentarikern Eero Heinäluoma. 
Andra kandidater är riksdagsledamöterna Maria Guzenina, Suna Kymäläinen och Ville Merinen. 

### Svenska folkpartiet
Den sittande europaparlamentarikern från Svenska folkpartiet Nils Torvalds kandiderar inte för en ny mandatperiod. Bland partiets kandidater återfinns den avgående partiledaren Anna-Maja Henriksson, riksdagsledamoten Eva Biaudet och ungdomsförbundets ordförande Julia Ståhle.

### Vänsterförbundet
Den sittande europaparlamentarikern från Vänsterförbundet Silvia Modig kandiderar inte för en ny mandatperiod. Bland partiets kandidater återfinns den avgående partiledaren Li Andersson, den tidigare ministern Jussi Saramo och riksdagsledamoten Merja Kyllönen.

### Kristdemokraterna och Rörelse Nu
Riksdagspartierna Kristdemokraterna och Rörelse Nu har valt att ingå en valteknisk samverkan inför valet i juni. I valet 2019 lyckades inte Kristdemokraterna få in ett mandat och Rörelse Nu ställde inte upp. Efter att Petri Sarvamaa avgått i april 2024 blev hans ersättare Eija-Riitta Korhola. Korhola har sedan 2023 bytt parti från Samlingspartiet till Kristdemokraterna, vilket gör att partiet nu är representerat i parlamentet. Korhola ställer upp för omval i juni. 

## Opinionsundersökningar
| Opinionsinstitut   | Mätperiod          | Urval              | Saml. EPP   | Gröna G/EFA | SDP S&D     | Sannf. ECR | C Renew | VF GUE/NGL | SFP Renew | KD EPP | RN NI  | Övriga |       |       |       |     |
| Opinionsinstitut   | Mätperiod          | Urval              | Valresultat | Valresultat | Valresultat | 24,8 4     | 11,3 2  | 14,9 2     | 7,6 1     | 11,8 2 | 17,3 3 | Övriga | 6,2 1 | 4,1 0 | 0,5 0 | 1,5 |
| ------------------ | ------------------ | ------------------ | ----------- | ----------- | ----------- | ---------- | ------- | ---------- | --------- | ------ | ------ | ------ | ----- | ----- | ----- | --- |
| Taloustutkimus     | 29 maj–4 juni 2024 | 2 111              | 20,6 4      | 9,3 1       | 19,4 3      | 16,4 3     | 11,9 2  | 10,8 2     | 4,2 0     | 4,0 0  | 1,1 0  | 2,2 0  |       |       |       |     |
| Taloustutkimus     | 23–29 april 2024   | 2 118              | 21,7 4      | 10,5 2      | 19,7 3      | 14,1 2     | 13,6 2  | 10,5 2     | 4,0 0     | 2,9 0  | 1,0 0  | 2,1 0  |       |       |       |     |
| Verian             | 18–25 mars 2024    | 1 372              | 22 4        | 11 2        | 17 3        | 14 2       | 12 2    | 9 1        | 5 0       | 6 1    | 6 1    | 4 0    |       |       |       |     |
| Ipsos              | 23 feb–5 mars 2024 | 1 000              | 22,5 4      | 9,0 1       | 20,0 4      | 19,0 3     | 10,5 2  | 8,5 1      | 3,5 0     | 3,5 0  | 3,5 0  | 3,5 0  |       |       |       |     |
| Riksdagsvalet 2023 | Riksdagsvalet 2023 | Riksdagsvalet 2023 | 20,8        | 7,0         | 19,9        | 20,1       | 11,3    | 7,1        | 4,3       | 4,2    | 2,4    | 2,9    |       |       |       |     |
| EU-valet 2019      | EU-valet 2019      | EU-valet 2019      | 20,8 3      | 16,0 3      | 14,6 2      | 13,8 2     | 13,5 2  | 6,9 1      | 6,3 1     | 4,9 0  | 3,1 0  | 3,1 0  |       |       |       |     |

## Resultat
Här redovisas resultatet från valnatten.
| Parti                    | Parti                    | Parti                             | Partiledare              | Röster    | Röster | Röster | Mandatfördelning | Mandatfördelning |
| Parti                    | Parti                    | Parti                             | Partiledare              | Antal     | %      | +− %   | Antal            | +−               |
| ------------------------ | ------------------------ | --------------------------------- | ------------------------ | --------- | ------ | ------ | ---------------- | ---------------- |
|                          |                          | Samlingspartiet                   | Petteri Orpo             | 453 016   | 24,8   | +4,0   | 4                | +1               |
|                          |                          | Vänsterförbundet                  | Li Andersson             | 316 758   | 17,3   | +10,4  | 3                | +2               |
|                          |                          | Socialdemokraterna                | Antti Lindtman           | 271 847   | 14,9   | +0,2   | 2                | —                |
|                          |                          | Centern                           | Annika Saarikko          | 215 064   | 11,8   | -1,8   | 2                | —                |
|                          |                          | De gröna                          | Sofia Virta              | 206 178   | 11,3   | -4,7   | 2                | -1               |
|                          |                          | Sannfinländarna                   | Riikka Purra             | 139 019   | 7,6    | -6,2   | 1                | -1               |
|                          |                          | Svenska folkpartiet               | Anna-Maja Henriksson     | 112 761   | 6,2    | -0,2   | 1                | —                |
|                          |                          | Valförbund mellan KD & RN         | —                        | 85 010    | 4,6    | Ny     | 0                | —                |
|                          | Kristdemokraterna        | Sari Essayah                      | 75 376                   | 4,1       | -0,8   |        | 0                | —                |
|                          | Rörelse Nu               | Hjallis Harkimo                   | 9 634                    | 0,5       | Ny     |        | 0                | —                |
|                          |                          | Frihetsalliansen                  |                          | 16 733    | 0,9    | Ny     | 0                | —                |
|                          |                          | Liberalpartiet - Frihet att välja |                          | 7 739     | 0,4    | +0,3   | 0                | —                |
|                          |                          | Finlands Kommunistiska Parti      |                          | 2 828     | 0,2    | 0,0    | 0                | —                |
|                          |                          | Öppna Partiet                     |                          | 1 278     | 0,1    | Ny     | 0                | —                |
|                          |                          | Totuuspuolue                      |                          | 806       | 0,0    | Ny     | 0                | —                |
|                          |                          |                                   |                          |           |        |        |                  |                  |
| Antal giltiga röster     | Antal giltiga röster     | Antal giltiga röster              | Antal giltiga röster     | 1 829 037 | 100,00 | —      | 15               | +1               |
| Ogiltiga röster          | Ogiltiga röster          | Ogiltiga röster                   | Ogiltiga röster          | 6 796     | 0,4    |        |                  |                  |
| Totalt antal som röstade | Totalt antal som röstade | Totalt antal som röstade          | Totalt antal som röstade | 1 835 833 | 40,4%  | -0,4   |                  |                  |

### Valda ledamöter
| Kandidat | Kandidat             | Parti               | Jämförelsetal | Personröster | Personröster |
| Kandidat | Kandidat             | Parti               | Jämförelsetal | Antal        | %            |
| -------- | -------------------- | ------------------- | ------------- | ------------ | ------------ |
|          | Mika Aaltola         | Samlingspartiet     | 453 016       | 95 651       | 5,2          |
|          | Li Andersson         | Vänsterförbundet    | 316 758       | 247 604      | 13,5         |
|          | Eero Heinäluoma      | Socialdemokraterna  | 271 847       | 96 503       | 5,3          |
|          | Henna Virkkunen      | Samlingspartiet     | 226 508       | 95 045       | 5,2          |
|          | Elsi Katainen        | Centern             | 215 064       | 67 503       | 3,7          |
|          | Ville Niinistö       | De gröna            | 206 178       | 57 612       | 3,1          |
|          | Merja Kyllönen       | Vänsterförbundet    | 158 379       | 27 051       | 1,5          |
|          | Pekka Toveri         | Samlingspartiet     | 151 005       | 88 433       | 4,8          |
|          | Sebastian Tynkkynen  | Sannfinländarna     | 139 019       | 34 008       | 1,9          |
|          | Maria Guzenina       | Socialdemokraterna  | 135 924       | 52 979       | 2,9          |
|          | Aura Salla           | Samlingspartiet     | 113 254       | 39 591       | 2,2          |
|          | Anna-Maja Henriksson | Svenska folkpartiet | 112 761       | 50 022       | 2,7          |
|          | Katri Kulmuni        | Centern             | 107 532       | 66 934       | 3,7          |
|          | Jussi Saramo         | Vänsterförbundet    | 105 586       | 4 897        | 0,3          |
|          | Maria Ohisalo        | De gröna            | 103 089       | 36 552       | 2,0          |

### Topp inom partierna

#### Centern
| Kandidat | Kandidat       | Personröster | Personröster | Vald      |
| Kandidat | Kandidat       | Antal        | %            | Vald      |
| -------- | -------------- | ------------ | ------------ | --------- |
|          | Elsi Katainen  | 67 503       | 31,4         | Ja        |
|          | Katri Kulmuni  | 66 934       | 31,1         | Ja        |
|          | Mika Lintilä   | 21 380       | 9,9          | Suppleant |
|          | Petri Honkonen | 16 430       | 7,6          | Nej       |
|          | Antti Heikkilä | 8 324        | 3,9          | Nej       |
|          | Övriga         | 34 903       | 16,1         |           |
| Totalt   | Totalt         | 215 064      | 100          |           |

#### De Gröna
| Kandidat | Kandidat       | Personröster | Personröster | Vald      |
| Kandidat | Kandidat       | Antal        | %            | Vald      |
| -------- | -------------- | ------------ | ------------ | --------- |
|          | Ville Niinistö | 57 612       | 3,1          | Ja        |
|          | Maria Ohisalo  | 36 552       | 2,0          | Ja        |
|          | Atte Harjanne  | 19 603       | 1,1          | Suppleant |
|          | Perttu Jussila | 17 913       | 1,0          | Nej       |
|          | Julia Sangervo | 12 422       | 0,7          | Nej       |
|          | Övriga         | 62 076       | 3,4          |           |
| Totalt   | Totalt         | 206 178      | 11,3         |           |

#### Socialdemokraterna
| Kandidat | Kandidat        | Personröster | Personröster | Vald      |
| Kandidat | Kandidat        | Antal        | %            | Vald      |
| -------- | --------------- | ------------ | ------------ | --------- |
|          | Eero Heinäluoma | 96 503       | 5,3          | Ja        |
|          | Maria Guzenina  | 52 979       | 2,9          | Ja        |
|          | Ville Merinen   | 30 731       | 1,7          | Suppleant |
|          | Kimmo Kiljunen  | 10 818       | 0,6          | Nej       |
|          | Suna Kymäläinen | 10 685       | 0,6          | Nej       |
|          | Övriga          | 70 131       | 3,8          |           |
| Totalt   | Totalt          | 271 847      | 14,9         |           |